# William Forbes-Sempill, 19. Lord Sempill

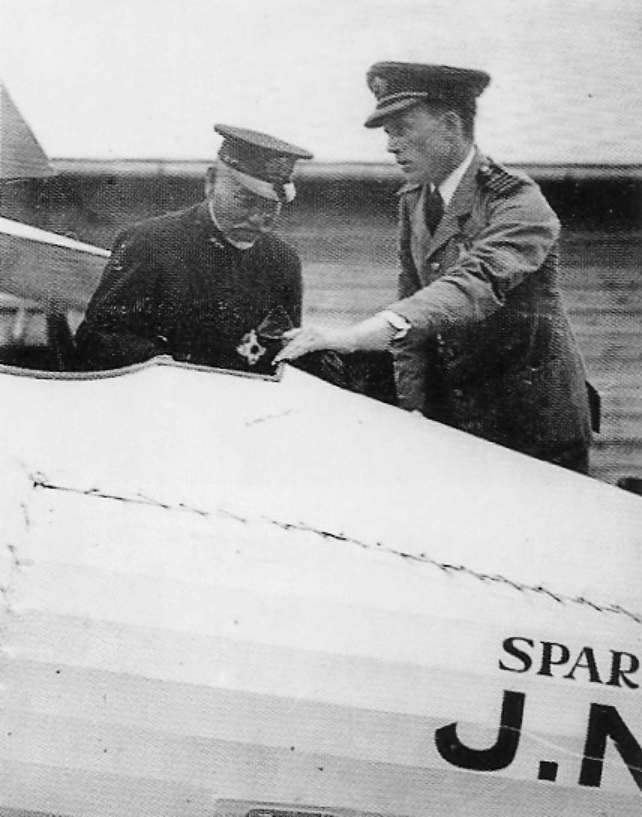
Captain Sempill zeigt dem japanischen Admiral Tōgō Heihachirō das britische Jagdflugzeug Gloster Sparrowhawk, 1921

Wappen des William Forbes-Sempill, 19. Lord Sempill

William Francis Forbes-Sempill, 19. Lord Sempill (* 24. September 1893 in Devonport, Devon; † 30. Dezember 1965 in Edinburgh, Midlothian), war ein britischer Peer, Politiker, Luftfahrtingenieur, Pilot und Offizier der Royal Air Force sowie ein Agent für das Japanische Kaiserreich.

## Leben
William Forbes-Sempill war der ältere Sohn des schottischen Peers John Forbes-Sempill, 18. Lord Sempill (1863–1934), Gutsherr von Craigievar Castle in Aberdeenshire, und dessen Ehefrau Gwendolyn Prodgers (1869–1944), einer ausgebildeten Harfenistin aus Wiltshire, die sein Vater 1892 in Homburg vor der Höhe kennengelernt hatte. Als Heir apparent seines Vaters führte er ab 1905 den Höflichkeitstitel Master of Sempill.
1906 wurde er zur weiterführenden Ausbildung auf das Eton College geschickt, doch im November 1907 entfloh er dem Internat. Danach wurde er wieder häuslich unterrichtet. Von 1910 bis 1913 absolvierte er eine Ingenieursausbildung bei Rolls Royce in Derby.
Zu Beginn des Ersten Weltkriegs trat er im August 1914 als Second Lieutenant dem Royal Flying Corps in Farnborough bei. An der Central Flying School in Upavon erhielt er eine Piloten-Ausbildung. Im April 1915 wurde er zum Lieutenant befördert, fünf Monate später zum Captain. Nachdem er ab August 1915 Aufgaben als Fluglehrer erledigt hatte, ordnete man ihn Ende desselben Jahres temporär zum Royal Naval Air Service ab, wo er Ende 1916 zum Major (bzw. Squadron Commander) und am 31. Dezember 1917 zum Lieutenant-Colonel (bzw. Wing Commander) befördert wurde. Mit der Gründung der Royal Air Force (RAF) erhob man ihn am 1. April 1918 in den temporären Rang eines Colonel (bzw. Group Captain). In diesem Rang versah er die Aufgaben eines stellvertretenden RAF-Personaldirektors im Air Ministry. Am 3. Juni 1918 verlieh man ihm das Air Force Cross. Im Sommer 1918 wechselte er als persönlicher Assistent und technischer Berater zum Minister of Munitions, Sir Henry Fowler, und begleitete diesen auf eine Reise in die Vereinigten Staaten, bei der über die Entwicklung und Produktion von Flugzeugen beraten wurde. Nach dem Kriegsende betätigte er sich als Testpilot, im August 1919 schied er aus dem aktiven Militärdienst aus.
Nachdem die Kaiserlich Japanische Marine drei britische Flugboote gekauft hatte und als britische Ministerien lukrative Rüstungsaufträge mit Japan erwarteten, führte William Forbes-Sempill im September 1921 eine zivile britische Delegation ehemaliger Marineflieger und Ingenieure nach Japan. Die Japaner wurden daraufhin mit britischen Flugzeugen ausgestattet und von britischen Piloten ausgebildet. Außerdem wurde eine Flugzeugfabrik errichtet, die zunächst mit britischen Konstruktions- und Produktionsteams besetzt war. Forbes-Sempill genoss während seines 18-monatigen Aufenthalts in japanischen Kreisen hohes Ansehen. Premierminister Katō Tomosaburō dankte ihm persönlich für seine Arbeit mit der Kaiserlich Japanischen Marine. 1924 zeichnete ihn der japanische Kaiser Taishō als Komtur des Ordens der Aufgehenden Sonne aus. Sein Erfolg in Japan führte dazu, dass er nacheinander eingeladen wurde, zwischen 1922 und 1924 ähnliche britische Delegationen nach Griechenland, Schweden, Norwegen, Chile, Brasilien und Argentinien zu leiten.
Als die Anglo-Japanische Allianz auf Betreiben der Vereinigten Staaten 1921 beendet wurde, sollte Forbes-Sempill den engen militärischen Kontakt mit den Japanern über Marinefliegertechnologie und -taktik beenden. Als er aus Japan nach Großbritannien zurückgekehrt war, hielt er bis 1923 jedoch über die Botschaft Japans in London Kontakte mit dem japanischen Außenministerium. Ab 1922 ließ das Directorate of Military Intelligence durch den Security Service Forbes-Sempills Kommunikation mit dem japanischen Geheimdienstoffizier und Marineattaché in London, Toyoda Teijirō (1885–1961), überwachen. Eine geheime Telefonüberwachung führte zu der Erkenntnis, dass Forbes-Sempill möglicherweise gegen Bezahlung geheime Informationen an die Japaner weitergab und dass sein Diener ein japanischer Marinesoldat war. In der Folge wurde William Forbes-Sempill zu einem Gespräch ins Außenministerium geladen, um Aufschluss über seine Loyalität zu gewinnen.
Als Forbes-Sempill 1926 auf einer Zugfahrt in Gegenwart von ausländischen Vertretern der Luftfahrt und eines Vertreters des britischen Luftfahrtministeriums geheime Einzelheiten über das Flugboot Iris offen ausgeplaudert hatte, gab er schließlich in einer Befragung zu, gegen Geheimhaltungsvorschriften verstoßen zu haben. In einer folgenden Besprechung unter Leitung von Außenminister Austen Chamberlain wurde mit Rücksicht auf den als peinlich empfundenen Umstand, dass Forbes-Sempills Vater zu dieser Zeit ein Aide-de-camp König Georgs V. war, und mit Blick auf das Interesse einer weiteren Geheimhaltung der Überwachungsmaßnahmen gegen die Botschaft Japans beschlossen, den Vorfall auf sich beruhen zu lassen.
Am 4. September 1930 flog Forbes-Sempill mit einer De Havilland DH.80 Puss Moth, die als Wasserflugzeug ausgebildet war, auf einer Strecke von 1040 Meilen in einer Rekordzeit von zwölf Stunden von London nach Stockholm.
1931 wurde Forbes-Sempill zum Leiter der National Flying Services am Flugfeld London Air Park bei Feltham ernannt, wo er am 22. März 1931 als Gastgeber eines Besuchs von Angehörigen der japanischen Kaiserfamilie und des japanischen Botschafters auftrat. Ferner arrangierte er dort eine vielbeachtete Visite des deutschen Luftschiffs LZ 127 „Graf Zeppelin“ am 18. August 1931.
Im Juni 1931 initiierte Forbes-Sempill zusammen mit dem deutschen Schriftsteller und Journalisten Mark Neven DuMont in London den Anglo-German Club. Auch unterhielt er Kontakte zu pro-nazistischen Anglo-German Fellowship und zu Kreisen um den ultrakonservativen Antisemiten Archibald Maule Ramsay.
1932 wurde Forbes-Sempill Berater und Vertreter der Mitsubishi Heavy Industries für Europa. Diese Position bekleidete er bis 1936. Gleichzeitig beriet er als Vorstandsmitglied und Vorsitzender der Royal Aeronautical Society Regierungen in Übersee, etwa die Regierung von Australien.
Im Oktober 1933 besuchte er die Chicagoer Weltausstellung, als er sowie der Franzose Charles Dollfus als Fahrgäste eines verunglückenden Dymaxion-Autos, das Passagiere des Luftschiffs LZ 127 „Graf Zeppelin“ zum Ausstellungsgelände bringen sollte, schwer verletzt wurden.
Beim Tod seines Vaters erbte er dessen schottische Adelstitel als 19. Lord Sempill und 10. Baronet, of Craigievar in the County of Aberdeen, und wurde Chief des Clan Sempill. Am 15. November 1935 wurde er als schottischer Representative Peer ins britische House of Lords gewählt. Er schloss sich der Fraktion der Conservative Party an und hatte sein Mandat inne, bis am 31. Juli 1963 der Peerage Act 1963 in Kraft trat, durch den er durch seinen Lord-Titel einen erblichen Sitz im House of Lords erhielt.
Am 26. März 1936 flog er das Ultraleichtflugzeug B.A.C. Drone auf einer Strecke von 930 km in einer Rekordzeit von elf Stunden von Croydon Airport zum Flughafen Berlin-Tempelhof. Für den Rückflug am nächsten Tag mit einer Zwischenlandung in Canterbury benötigte er lediglich neun Stunden Flugzeit.
Als Forbes-Sempill während des Zweiten Weltkriegs seit 1939 in der Admiralität eine Position in der Luftwaffenabteilung bekleidete, gelang es dem Security Service bis Juni 1941, Nachrichten abzufangen, die darauf deuteten, dass Forbes-Sempill erneut Geheimnisse gegen Bezahlung verriet. Daraufhin wurden der Attorney General und der Director of Public Prosecutions eingeschaltet. Am 5. September 1941 nahm Forbes-Sempill an einem Treffen mit dem Fifth Sea Lord teil und erhielt bloß eine strenge private Verwarnung.
Selbst als im Oktober 1941 Premierminister Winston Churchill aufgrund von entzifferten japanischen Geheimbotschaften vermutete, dass Einzelheiten aus Gesprächen zwischen ihm und dem US-Präsidenten Franklin D. Roosevelt durch Forbes-Sempill an die Japaner verraten worden seien, konnte Forbes-Sempill durch einen Protest noch eine Entlassung von seinem Posten in der Admiralität verhindern. Doch am 13. Dezember 1941, sechs Tage nach dem japanischen Angriff auf Pearl Harbor, wurde sein Büro durchsucht. Dabei wurden geheime Dokumente gefunden, die er bereits vor über drei Wochen an die Admiralität hätte zurückgeben sollen. Zwei Tage später wurde Forbes-Sempill dabei erwischt, wie er mit der japanischen Botschaft telefonierte. Trotz Hinweisen auf Hochverrat im Krieg wurde weder eine Verhaftung noch eine Strafverfolgung angeordnet. Forbes-Sempill erklärte sich bereit, aus dem öffentlichen Dienst zurückzutreten.
Von 1945 bis zu seinem Tod war Forbes-Sempill Vizepräsident der Londoner Industrie- und Handelskammer. Im späteren Leben übernahm er auch zeitweise den Vorsitz des Institute of the Motor Industry, der British Gliding Association und des Institute of Advanced Motorists. Er war Fellow der Royal Society of Arts (FRSA) und der Royal Aeronautical Society (FRAeS). 1956 wurde er mit dem schwedischen Nordstern-Orden ausgezeichnet. 1963 veräußerte er den historischen Familiensitz Craigievar Castle an den National Trust for Scotland. Erst nach seinem Tod, mit der Veröffentlichung von Geheimdienstunterlagen durch das Public Record Office in den Jahren 1998 und 2002, wurden Forbes-Sempills Aktivitäten als japanischer Agent während der 1920er Jahre und des Zweiten Weltkriegs allgemein bekannt.

## Ehen und Nachkommen
Im Februar 1919 heiratete er Eileen Marion Lavery (1890–1935), die Tochter des irischen Porträtisten und Landschaftsmalers Sir John Lavery. Mit ihr hatte er zwei Töchter:
- Ann Sempill, 20. Lady Sempill (1920–1995), ⚭ (1) 1941–1945 Arthur Eric Holt, ⚭ (2) 1948 Stuart Whitemore Chant († 1991);
- Hon. June Mary Forbes-Sempill (1922–1941).

In zweiter Ehe heiratete er im Februar 1941 die Bildhauerin Cecilia Alice Dunbar-Kilburn († 1984), mit der er drei Töchter hatte:
- Hon. Janet Cecilia Forbes-Sempill (* 1942);
- Hon. Kirstine Elizabeth Forbes-Sempill (* 1944), ⚭ (1) 1968–1989 John Michael Cable, ⚭ (2) Bela Peter de Daranyi;
- Hon. Brigid Gabriel Forbes-Sempill (* 1945), ⚭ 1983 Hon. Jeremy Menuhin, Sohn des Yehudi Menuhin, Baron Menuhin.

Bei seinem Tod fiel sein Lord-Titel an seine älteste Tochter, während sein ausschließlich in männlicher Linie vererbbarer Baronet-Titel an seinen jüngeren Bruder Ewan fiel.